# 527 a.C.

## Nascimentos
- Imperador Itoku (懿徳天皇, Itoku-tennō) foi o 4º Imperador do Japão [1]